# Władysław Kuczeruk
Władysław Wiktorowycz Kuczeruk (ukr. Владислав Вікторович Кучерук, ur. 14 lutego 1999 w Winnicy) – ukraiński piłkarz, grający na pozycji bramkarza.

## Kariera piłkarska

### Kariera klubowa
Wychowanek klubu Podilla Chmielnicki oraz Akademii Piłkarskiej Dynamo Kijów, barwy których bronił w juniorskich mistrzostwach Ukrainy (DJuFL). 1 lipca 2016 roku rozpoczął karierę piłkarską w drużynie Dynamo U-19, potem grał w młodzieżowej drużynie.

### Kariera reprezentacyjna
W latach 2015–2016 był członkiem reprezentacji do lat 17., która brała udział w eliminacjach do Euro U-17. Pojechał również na turniej, jednak pełnił rolę rezerwowego bramkarza. W 2017 występował w reprezentacji U-18. W 2019 został powołany do młodzieżowej reprezentacji Ukrainy.

## Sukcesy i odznaczenia

### Sukcesy reprezentacyjne
- Mistrzostwo świata U-20: 2019

### Odznaczenia
- Order „Za zasługi” III Klasy – 2019[2]
- tytuł Mistrza Sportu Ukrainy – 2019